# Жребево
Жребево (болг. Жребево) — село в Болгарии. Находится в Смолянской области, входит в общину Девин. Население составляет 110 человек.

## Политическая ситуация
Жребево подчиняется непосредственно общине и не имеет своего кмета.
Кмет (мэр) общины Девин — Здравко Василев Василев Движение за права и свободы (ДПС)) по результатам выборов.